# Nehalennia

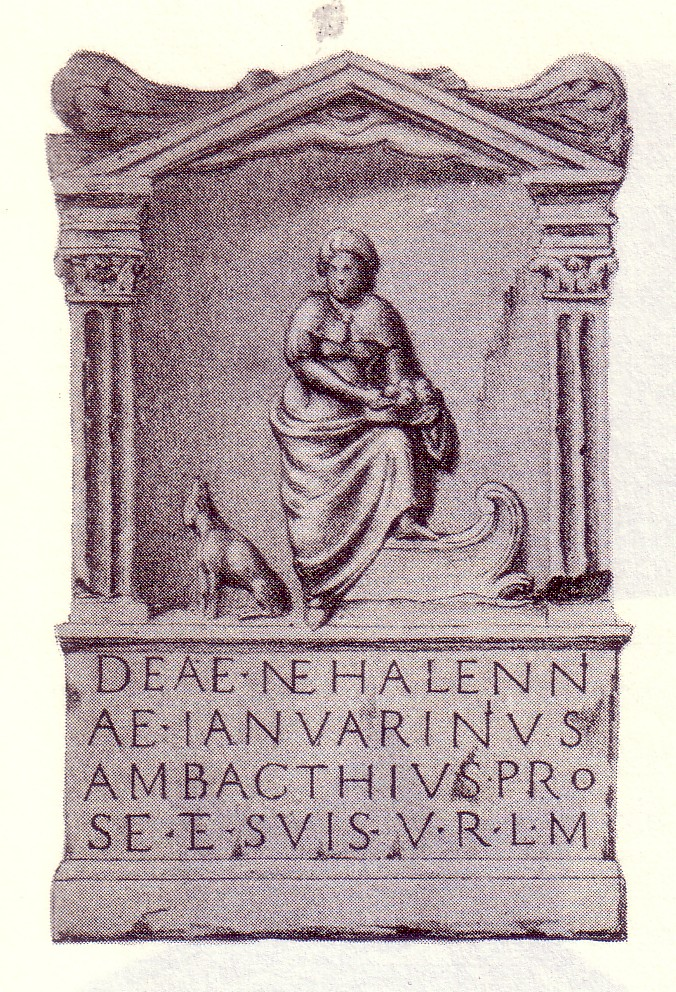
Altar a Nehalennia en Domburg, Zelanda, Holanda.

En la mitología germana, Nehalennia es el nombre que recibe una diosa venerada por los antiguos germanos, conocida por las estatuas e inscripciones que se han hallado en las bocas del Rin, en la isla de Walcheren y en Deutz. Fue venerada en los actuales Países Bajos (especialmente en Zelanda), occidente de Alemania y Dinamarca. En la época romana era venerada en la boca del río Escalda.
Algunos interpretan su nombre por el de auxiliadora o salvadora de los muertos.

## Altares
De esta diosa se conocen más de 160 altares votivos, que fueron descubiertos todos en la provincia holandesa de Zelanda. (Dos altares fueron descubiertos en Colonia, la capital de la Germania Inferior). Todos ellos pueden ser datados entre los siglos I y II. La mayor parte de los restos de las esculturas muestran la figura de una joven, que se sienta sobre un trono en un ábside o está de pie, con una cesta llena de manzanas en su regazo, o bien con una cesta a cada lado. Casi siempre, hay un perro lobo a su lado. En algunos casos, la cesta con frutas es sustituida por algo que se parece a panes; en otros casos, podemos verla de pie, en la proa de un barco, como "patrona de los marineros".
Varias inscripciones informan que un altar votivo fue colocado como gratitud por un paso seguro a través de Mar del Norte, y podemos asumir que algunos otros altares fueron dedicados para la misma razón, aunque, desde luego, no todos. Un ejemplo de una inscripción típica: A la diosa Nehalennia, debido a que guardó los bienes a salvo, Marcus Secundinius Silvanus, comerciante en cerámica en Gran Bretaña, realiza su voto de buen grado y merecidamente. Resalta que este Secundinius vivió en Colonia, donde varias otras inscripciones fueron encontradas, y hay testimonios sobre la existencia de un comercio de cerámica al por mayor. Los altares holandeses fueron descubiertos en dos sitios: en 1647 cerca de Domburg en la antigua isla de Walcheren, y entre 1970 y 1974 en el mar, al norte de Colijnsplaat (Noord-Beveland). Del grupo de Domburg sólo dos pedazos permanecen, porque muchos fueron destruidos durante un incendio en 1848; el grupo de Colijnsplaat contiene 122 altares.
Solo dos altares pueden ser datados exactamente. Las menciones más viejas son de los cónsules Lucius Marius Maximus Perpetuus Aurelianus y Lucius Roscius Aelianus Paculius Salvius Julianus (223); el otro fue hecho durante el consulado de Marcus Nummius Senecio Albinus y Marcus Laelius Maximus Aemilianus, cuatro años más tarde. Sin embargo, el culto de Nehalennia era mucho más antiguo. Esto puede ser deducido del nombre de la diosa, que no es ni celta, ni germánico. En los Países Bajos y Bélgica se conservaba una lengua indoeuropea que después del año 100 se vio genanizada, por lo que debe asumirse que Nehalennia ya era venerada en el siglo II. De haber sido más reciente, habría que esperar un nombre germánico.
Solo una parte del culto puede ser reconstruida. Durante una tempestad, la diosa fue invocada por marineros, que le prometieron un altar con motivo de agradecerle la ayuda. Después del rescate, el capitán compró un pedazo caro de piedra importada natural (los Países Bajos no tienen ningunas canteras de piedra), ordenó a un albañil recortar el fórmula prescrita y erigió el monumento cerca del santuario.
El hecho de ser representada en un ábside, un lugar normalmente era reservado a los dioses, permite suponer que ella es la diosa (y no una sacerdotisa o una sirena).
Un aspecto notable es que los textos fueron escritos en latín, sobre piedras que tuvieron que ser importadas. La población natal, sin embargo, parece haber hablado una lengua precelta y pregermánica. También es posible que ellos hubieran aprendido latín; es también posible que ella fuera adorada por inmigrantes; y es posible que los devotos de Nehalennia fueran los habitantes del país quienes para esta ocasión, quisieron dar una buena impresión y utilizaron el latín. El culto de Nehalennia llegó a su final en el siglo III, cuando el mar destruyó el santuario.